# Strnad (priimek)
Priimek Strnad je slovenskega (cca 0,03% populacije) in češkega izvora (skupaj s Strnadova cca 0,08% populacije), nastal v obeh jezikih iz imena ptice strnad (fam.Emberiza).  Strnad je priimek več znanih Slovencev:
- Alojz Strnad (1919–?), srbski trobentač in glasbeni pedagog slovenskega porekla
- Anika Strnad (*1998), rokometašica
- Brigita Strnad, UGM
- Dušan Strnad, župan Ivančne Gorice
- Ivan Strnad (1876–?), slikar samouk
- Janez Strnad (1934–2015), fizik, univerzitetni profesor, publicist in popularizator naravoslovja
- Krištof Strnad (*1999), skladatelj
- Leopold Strnad (*1939), slikar, restavrator, oblikovalec
- Majda Strnad (*1940), pesnica
- Marica Strnad Cizerlj (1872–1953), učiteljica, pesnica, feministka, publicistka, prevajalka
- Marija Strnad, slikarka amaterka - akvarelistka
- Marko Strnad, arheolog
- Milena Strnad, matematična pedagoginja
- Nina Strnad (*1987), pevka zabavnoglasbenih žanrov (jazz...)
- Polona Strnad, novinarka (o znanosti)
- Rado Strnad (1900–?), geodet, geolog
- Radovan Strnad (1874–1933), prvi predsednik ilirskobistriške podružnice Čebelarskega društva
- Rudolf Strnad (Rudolf Gas) (*1971), pevec, trobentač, dirigent, zborovodja, aranžer
- Simona Strnad (*1965), tekstilna tehnologinja, profesorica UM
- Simona Rožman Strnad (*1968), zborovodkinja
- Slavko Strnad (1923–2015), igralec
- Stane Strnad (1902–1979), zdravnik kirurg (Slovenj Gradec)
- Stanko Strnad (1920–2012), zdravnik okulist
- Tone Strnad, farmacevt, poslovnež
- Valerija Strnad (1880–1961), zdravnica (prva ženska s popolno MF na Slovenskem)
- Veronika Strnad, pevka
- Vojteh Strnad (1886–1964), romanist (dr. filolog?)